# Wagenheber-Effekt
Der Wagenheber-Effekt (engl.: ratchet effect) bezeichnet in der soziokulturellen Evolution den Vorgang der kumulativen, generationenübergreifenden Verbesserung menschlicher Errungenschaften.

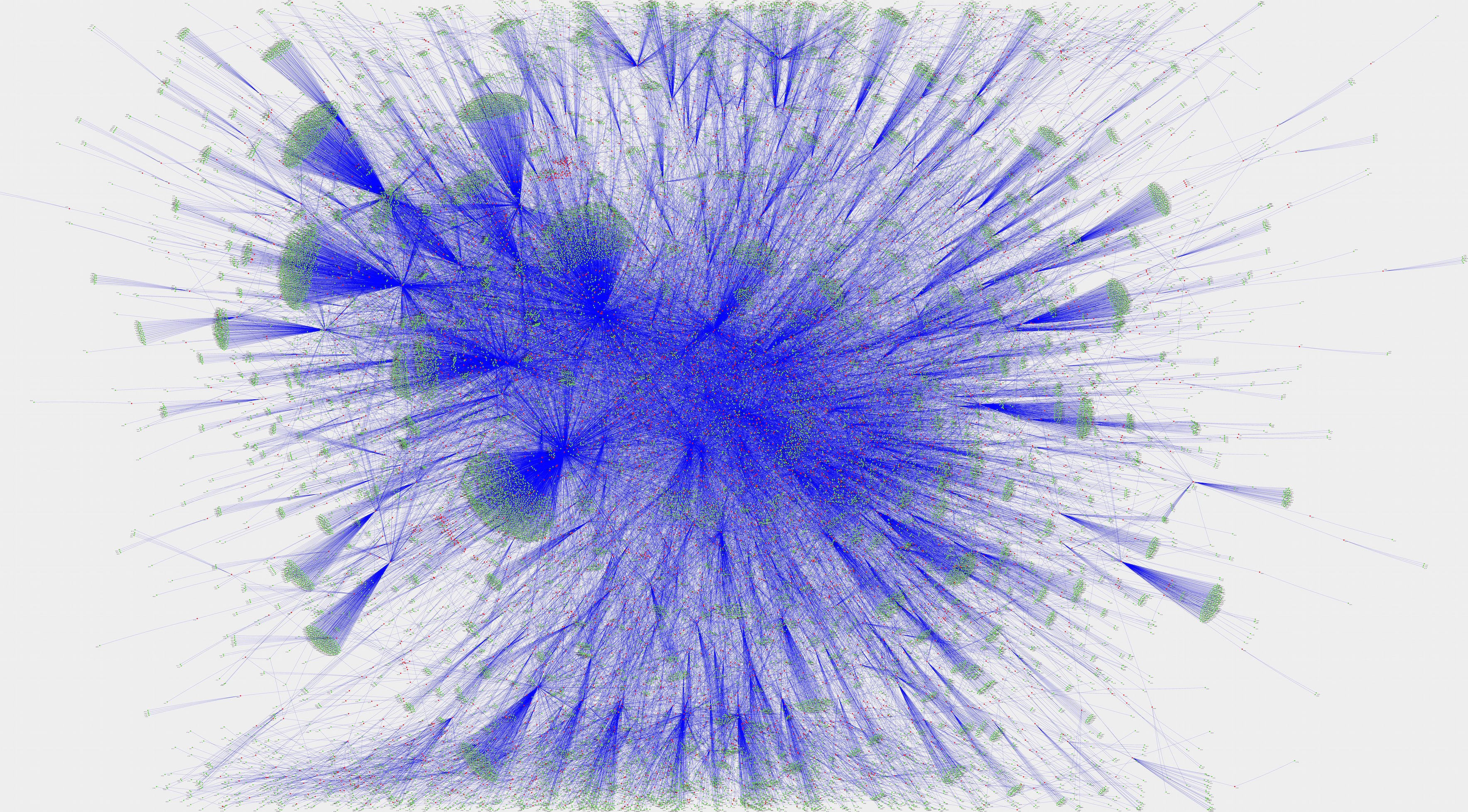
Karte der Internetknoten 2016 (BGP peers). Das Internet ist das Ergebnis eines viele tausend Jahre wirkenden Wagenheber-Effekts mit ständigen Verbesserungen und Technologiesprüngen

Michael Tomasello führte den Begriff Wagenheber-Effekt 1993 ein. Er bezeichnete damit den Mechanismus, mit dem kulturelle Leistungen ständig verbessert oder aufgetürmt werden können. Das geschieht dadurch, dass eine einmal erworbene technische Leistung mittels sozialen Lernens (inkl. Lehren) festgehalten werden kann und dass andere Menschen am selben oder an anderen Orten bzw. derselben oder nachfolgender Generationen auf das erworbene Wissen zurückgreifen und es ständig verbessern können, ohne dass sie nochmals „von vorn“ anfangen müssen. Der Effekt wird evolutionär verstanden, weil durch die exakte Weitergabe der Informationen erfolgreiche kulturelle Anpassungen an lokale Bedingungen darstellen können, die auf der Populationsebene stabil sind und erhalten bleiben. Erfolglose Versuche sterben dagegen aus. Der Wagenheber-Effekt der Gegenwart ist größer als in der Vergangenheit, da der Zuwachs an technischem Wissen steigt. Das geschieht unter anderem auf Grund des Internets mit der globalen Verfügbarkeit von Informationen. Der Wagenheber-Effekt gilt sowohl für lange Strecken als auch für kurze. Ein Beispiel für den Effekt auf lange Sicht ist etwa die beliebig stark ausbaubare Kette: Sprache, Schrift, Buchdruck, Bibliothek, elektrischer Strom, Telegrafie, Seekabel, Computer, Internet. Ein Beispiel für eine kurze Kette ist etwa: Draisine, Fahrrad, Motorrad, wobei hier auch wieder weitere Ketten mit längeren Phasen darstellbar sind. Evolutionäre Voraussetzung für den Wagenheber-Effekt ist neben Sprache und Schrift die Motivation des Menschen, Informationen weiterzugeben und dabei anzunehmen, dass sie für andere hilfreich sind (Evolution des Denkens). Der Wagenheber-Effekt ist im Tierreich einzigartig. Er kommt nur beim Menschen vor.